# Face to face (Gary Burton)
Face to face is een studioalbum van Gary Burton en Makoto Ozone. Het album werd live in de geluidsstudio Mad Hatter te Los Angeles ingespeeld op 31 oktober en 1 november 1994. Burton en Ozone namen al eerder samen muziek op, maar nog niet in duetvorm. Voor Burton betekende het een terugkeer naar de duetvorm met een pianist; hij speelde eerder samen met Chick Corea en Keith Jarrett.
Het was Burtons laatste album voor GRP Records.

## Musici
- Gary Burton – vibrafoon
- Makoto Ozone – piano

## Muziek
| Nr. | Titel                                                         | Duur  |
| --- | ------------------------------------------------------------- | ----- |
| 1.  | Kato’s revenge (Ozone)                                        | 7:07  |
| 2.  | Monk’s dream (Thelonious Monk)                                | 5:08  |
| 3.  | For heaven’s sake (Don Meyer, Eilse Bretton, Sherman Edwards) | 7:21  |
| 4.  | Bento box (Ozone)                                             | 6:01  |
| 5.  | Blue Monk (Thelonious Monk)                                   | 6:50  |
| 6.  | O grande amor (Antonia Carlos Jobim)                          | 6:11  |
| 7.  | Laura’s dream (Astor Piazzolla)                               | 10:04 |
| 8.  | Opus half (Benny Goodman)                                     | 5:19  |
| 9.  | My romance (Richard Rodgers, Lorentz Hart)                    | 6:00  |
| 10. | Times like these (Ozone)                                      | 6:25  |
| 11. | Eidertown (Steve Swallow)                                     | 5:59  |